# Pedro Aguado Bleye
Pedro Aguado Bleye (Palencia, 22 de febrero de 1884-Bilbao, 1953) fue un historiador español. 

## Obra
- Manual de Historia de España (1929 y 1936))
- Historia de España en Espasa-Calpe (1958)
- Manual de historia de España Tomo III Casa de Borbón [1700-1808]y España contemporánea [1808-1955] (junto con Alcázar Molina, Cayetano, Espasa-Calpe, 1964)
- Santa María de Salas en el siglo XIII. Estudio sobre las Cantigas de Alfonso X el Sabio. Tesis doctoral
- La villa de Lequeitio en el siglo XVIII (manuscrito inédito), Bilbao, 1921
- "Historia General del Arte" 4 tomos Editorial Arístides Quillet Paris - Bruxelles - Buenos Aires, 1947
- TOMO I - DE LOS ORIGENES A LA EDAD MEDIA, Versión española de Emilio Gascó Contell
- TOMO II - EL ARTE MEDIEVAL, (versión española de Aguado Bleye)
- TOMO III - EL ARTE CLASICO, SIGLOS XVI - XVII, Versión española de José Ballester Gozalvo y de Emilio Gascó Contell
- TOMO IV - SIGLOS XVIII, XIX Y XX, Versión española de José Ballester Gozalvo
- Pedro Aguado Bleye (documentación de los siglos XIII al XVIII, historia de Huesca y de San Juan de la Peña y el trabajo titulado «Instituciones económico-sociales que pueden establecerse en el Círculo Católico de obreros de Huesca») en 1903, de la Revista de Huesca, «colección de materiales para la Historia de Aragón», editada por Gabriel Llabrés y Quintana, catedrático de Geografía.
- ATLAS GEOGRÁFICO (1.º y 2.º curso); (junto con Pedro y Francisco Condeminas)
- España romana (218 a. de J. C. - 414 de J. C.). Junto con Bosch Gimpera, Pedro; Torres, Manuel; Pabón, José M., y otros)
- Manual de historia de América (Descubrimiento y exploración - Época colonial - América independiente).
- HISTORIA UNIVERSAL, Espasa Calpe 1935 (Edición especial para el Instituto Miguel de Unamuno de Bilbao).